# Daniel Berrigan
Daniel Berrigan (Virginia, Minesota, 9 de mayo de 1921-Nueva York, 30 de abril de 2016) fue un sacerdote católico, activista por la paz y poeta estadounidense. Al igual que su hermano Philip, estuvo en la lista de los diez fugitivos más buscados del FBI por causa de su participación en las protestas civiles contra la guerra de Vietnam.

## Vida

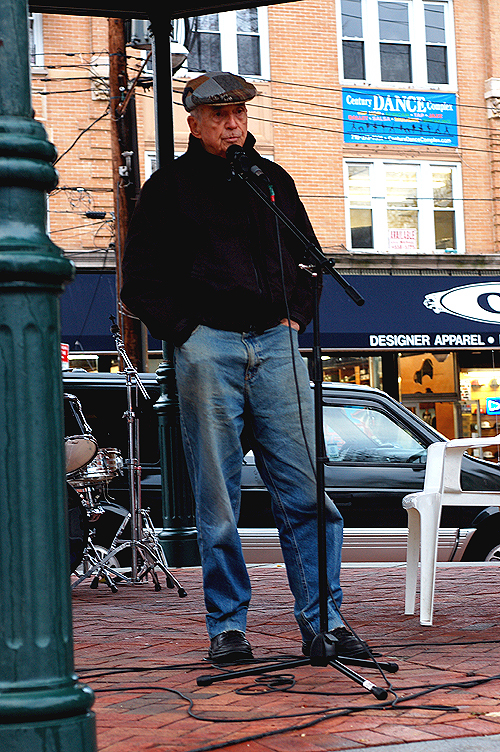
Yo (Clara Sherley-Appel) tomé esta fotografía el 28 de octubre de 2006 en el 3er Festival Anual de Libertad y Paz de Staten Island.

Nació en una familia de clase obrera del Medio Oeste. Su padre, Thomas Berrigan, era un irlandés estadounidense, católico y activo integrante de un sindicato de trabajadores. Aunque Thomas no volvió a la iglesia, Daniel mantuvo un permanente interés religioso, una devoción por María, y, desde la secundaria, decidió unirse a la Compañía de Jesús, en 1939, siendo ordenado sacerdote en 1952. En 1954 fue designado como profesor de teología en una escuela preparatoria jesuita en Brooklyn. En 1957 fue nombrado profesor de estudios del Nuevo Testamento en Le Moyne College, en Syracuse (Nueva York). El mismo año ganó el Premio Lamont por su libro de poemas, Time Without Number (Tiempo sin número). Berrigan desarrolló una reputación como religioso radical, luchando activamente contra la pobreza y cambiando las relaciones entre sacerdotes y laicos.  En Le Moyne, fundó la International House ("Casa Internacional").
Entre 1966 y 1970 se desempeñó como director asistente del Trabajo Religioso Unido de la Universidad Cornell (CURW), una organización con cubrimiento de todos los grupos religiosos del campus, incluido el Cornell Newman Club, que posteriormente sería la Comunidad Católica de Cornell, de la cual llegó a ser pastor, durante la misma época en que jugó un papel importante en el movimiento nacional por la paz.
Apareció brevemente en la película La Misión (1986), dirigida por Roland Joffé y protagonizada por Robert De Niro y Jeremy Irons. Representó a un sacerdote jesuita y además, se desempeñó como asesor en la película.

## Protestas contra la Guerra del Vietnam
Berrigan, su hermano el entonces sacerdote josefita Philip Berrigan, y el monje trapense Thomas Merton, fundaron una coalición intereclesial contra la Guerra del Vietnam y escribieron conjuntamente cartas a los principales periódicos argumentando la necesidad de ponerle fin.
En 1967, Phillip fue arrestado en una protesta no violenta y sentenciado a seis años de cárcel. Esto lo radicalizó.
Berrigan viajó a Hanói con Howard Zinn durante la Ofensiva del Tet, en enero de 1968 para "recibir" a tres aviadores militares estadounidenses, los primeros prisioneros de guerra liberados por los vietnamitas desde que comenzaron los bombardeos norteamericanos sobre el país. El evento fue ampliamente cubierto por los medios de comunicación y ha sido debatido en varios libros.
También en 1968, firmó una "Protesta de los Escritores y Editores contra los Impuestos de Guerra", llamando a rehusarse a pagar impuestos como protesta contra la Guerra del Vietnam. El mismo año apareció entrevistado en el documental In the Year of the Pig, que denunciaba esa guerra y participó en protestas radicales no violentas contra ella. Con otros ocho activistas católicos, el 17 de mayo de 1968, en Catonsville (Maryland), en el estacionamiento de las oficinas de reclutamiento, quemó 387 citaciones de reclutamiento, usando napalm de fabricación casera. Este grupo es conocido como Los Nueve de Catonsville´´.
Berrigan fue rápidamente arrestado y condenado a tres años de prisión, pero pudo, antes de ser condenado, huir y pasar a la clandestinidad con la ayuda de sus compañeros radicales. Mientras estaba prófugo, Berrigan fue entrevistado para el documental de Lee Lockwood The Holy Outlaw (El Santo Fuera de la Ley). Poco después, el FBI lo detuvo en la casa de William Stringfellow y lo envió a prisión. Fue liberado en 1972. Después pasó un tiempo en Francia con Thích Nhất Hạnh, monje budista exiliado y activista por la paz de Vietnam.

## Plowshares Movement
El 9 de septiembre de 1980, Daniel, su hermano Philip y otros seis activistas, "los ocho de Plowshares" comenzaron el Plowshares Movement (Movimiento de las Rejas del Arado).  Entraron ilegalmente en la fábrica de misiles nucleares de la General Electric, en King of Prussia, Pensilvania, donde dañaron puntas cónicas hechas para las cabezas nucleares y vertieron sangre en los documentos y archivos. Fueron arrestados y acusados de más de diez delitos diferentes. El 10 de abril de 1990, después de diez años de apelaciones, el grupo de Berrigan fue resentenciado y puesto en libertad condicional por 23 y medio meses, teniendo en cuenta el tiempo ya cumplido en prisión. Su batalla legal fue recreada en 1982, por Emile de Antonio de la película En El Rey de Prusia, protagonizada por Martin Sheen y con presentaciones gratuitas de los ocho, actuando como ellos mismos. Daniel Barrigan aún pertenece al Plowshares Movement.

## Más activismo
Berrigan continuó como activista contra la guerra y participó en las protestas contra la intervención estadounidense en Centroamérica, contra la Guerra del Golfo, la Guerra de Kosovo, la Guerra de Afganistán y la Invasión de Irak de 2003. Es además un destacado integrante de los movimiento Provida, contra el aborto, contra la pena de muerte y diversas causas de derechos humanos, incluidos los derechos de los LGTB. Es editor colaborador de Sojourners Magazine.
Su sobrina, Frida Berrigan, hija of Phil Berrigan y Liz McAlister, es integrante del comité directivo de United for Peace and Justice.

## Obras
Es autor de la obra de teatro The Trial of the Catonsville Nine  ("El Juicio de los Nueve de Catonville"), la cual fue presentada en Broadway 29 veces en 1971 y fue llevada al cine en 1972.
Otras obras suyas son
- Love, Love at the End: Parables, Prayers and Meditations, 1968 (reimpresión 1971, Macmillan Company)
- America Is Hard To Find. Nueva York: Doubleday (también en disco, 1970). 1972.
- Words Our Savior Gave Us. Springfield: Templegate. 1978. ISBN 0-87243-081-2.
- Prison Poems. Greensboro: Unicorn Press. 1973. ISBN 0-87775-049-1.
- Hole in the Ground: A Parable for Peacemakers. Minneapolis: The Honeywell Project. 1987. ISBN 0-9619003-1-8.
- Stations: The Way of the Cross. Harper Collins. 1989. ISBN 978-0060607661.
- And the Risen Bread: Poems 1954-1997. Nueva York: Fordham University Press. 1998. ISBN 0-8232-1821-X.
- Daniel: Under the Siege of the Divine. Farmington, PA: Plough Publishing House. 1998. ISBN 0-87486-952-8. Archivado desde el original el 28 de febrero de 2006. Consultado el 16 de junio de 2011.
- Uncommon Prayer: A Book of Psalms. 1998. ISBN 1-57075-193-5.)
- The Bride: Images of the Church. Icons by William Hart McNichols. Maryknoll, NY: Orbis Books. 2000. ISBN 1-57075-305-9.
- To Dwell in Peace: An Autobiography. Wipf & Stock Publishers. 2007. ISBN 978-1556354731.
- "Statement on Poetry"; The Worcester Review IV, (1976)
- Absurd Convictions, Modest Hopes. Lee Lockwood, entrevistador. Random House. 1972. ISBN 039448228X.
- Geography of Faith. Robert Coles, entrevistador. Beacon Press. 1971. ISBN 080700538X.
- Time Without Number. MacMillan. 1957.
- The Dark Night of Resistance. Wipf & Stock Publishers. 2007. ISBN 155635469X.
- Night Flight to Hanoi. Harper & Row. 1971.
- Trial Poems. Tom Lewis, coautor. Beacon Press. 1970.
- Thích Nhất Hạnh (2000). The Raft Is Not the Shore: Conversations Toward a Buddhist/Christian Awareness. Orbis Books. ISBN 1-57075-344-X.
- Arthur J. Laffin, ed. (2003). Swords into Plowshares: A chronology of plowshares disarmament actions 1980-2003. ISBN 0-9636224-8-X.
- Prayer for the Morning Headlines: On the Sanctity of Life and Death. introducción de Howard Zinn, fotografías de Adrianna Amari. Apprentice House. 2007. ISBN 978-1-934074-16-9.
- The Trouble With Our State. Yellow Bike Press. 2007. «Audio recording- CD».
- The Kings and Their Gods: The Pathology of Power. Wm. B. Eerdmans Publishing Co. 2008. ISBN 978-0-8028-6043-9.
- No Gods But One. Wm. B. Eerdmans Publishing Co. 2009. ISBN 978-0-8028-6462-8.

## Premios y reconocimientos
- 1956 Premio Lamont de poesía
- 1974 Premio de Paz de la Liga de Resistentes a la Guerra
- 1988 Premio Thomas Merton
- 1989 Premio Papa Paul VI, Maestro de Paz, de Pax Christi USA.
- 1992 Premio Valor de Conciencia Abadía de Paz
- 1993 Premio Pacem in Terris
- 2008 Título honorario del College of Wooster[8]